# 大城鄉
大城鄉，舊稱「大城厝」，位於臺灣彰化縣西南端，濁水溪出海口北側，彰化平原西南端濱海地區，即濁水溪沖積平原扇端最南方，為彰化縣的沿海六鄉鎮之一。北毗二林、芳苑兩鄉鎮，西濱台灣海峽，東鄰竹塘鄉，南隔濁水溪與雲林縣麥寮、崙背、二崙三鄉為界。轄區面積約為63.7406平方公里，人口約1.5萬人，人口密度每平方公里約228人，是彰化縣人口密度最低的行政區。

## 歷史
大城鄉名起於清朝康熙末年至雍正年間，由福建泉州人來此開墾，居民大多信奉王爺與保生大帝。
傳說有一名叫「魏大城」者首先遷入本地，故以人名為地名。另一說為往昔移民墾殖於此，聚集成大集村。因治安不良，築土成壘，以防盜匪，故得此名。到了道光年間，則以吳、王二姓所形成之村庄，所以今永和村有兩處聚落名為「吳厝寮」「王厝寮」。 光緒初年，本鄉隸屬深耕堡。1920年設立大城庄，為今日該鄉前身。
戰後1945年12月6日，臺灣分八縣、九省轄市、二縣轄市，大城鄉屬臺中縣北斗區。1950年，調整行政區域，大城鄉改隸彰化縣。

## 人口
根據彰化縣二林戶政事務所及內政部戶政司統計，2024年底大城鄉戶數約5.1千戶，人口約1.5萬人，人口密度每平方公里約228人，是彰化縣人口密度最低的行政區，鄉內人口最多與最少的村分別是東城村與頂庄村，2024年底兩村人口分別為1,370人與608人。大城鄉的人口老化與少子化問題嚴重，2024年底時，大城鄉人口中0至14歲人口佔比僅有6.39%，15至64歲人口佔比約為66.15%，65歲以上人口則佔比27.46%，老化指數約是430.03%，為彰化縣人口老化程度最高的行政區。

## 政治

### 歷屆鄉長
| 任次 | 姓名   | 備註                           |
| ---- | ------ | ------------------------------ |
| 1    | 吳天憐 |                                |
| 2    | 陳文華 |                                |
| 3    | 陳文華 |                                |
| 4    | 蔡新出 |                                |
| 5    | 許迎祥 |                                |
| 6    | 陳文華 |                                |
| 7    | 陳香榆 |                                |
| 8    | 劉崇周 |                                |
| 9    | 王坤男 |                                |
| 10   | 王坤男 |                                |
| 11   | 許先助 |                                |
| 12   | 許先助 |                                |
| 13   | 蔡慈賢 | 中國國民黨                     |
| 14   | 許木棧 | 無黨籍                         |
| 15   | 許木棧 | 無黨籍                         |
| 16   | 吳明玉 | 中國國民黨                     |
| 17   | 蔡鴻喜 | 無黨籍→ 民主進步黨             |
| 18   | 蔡鴻喜 | 民主進步黨，因案停職           |
| 代理 | 馬英傑 | 縣政府指派                     |
| 18   | 蔡鴻喜 | 民主進步黨，2020年11月13日復職 |
| 19   | 陳玉照 | 無黨籍                         |

### 鄉政組織

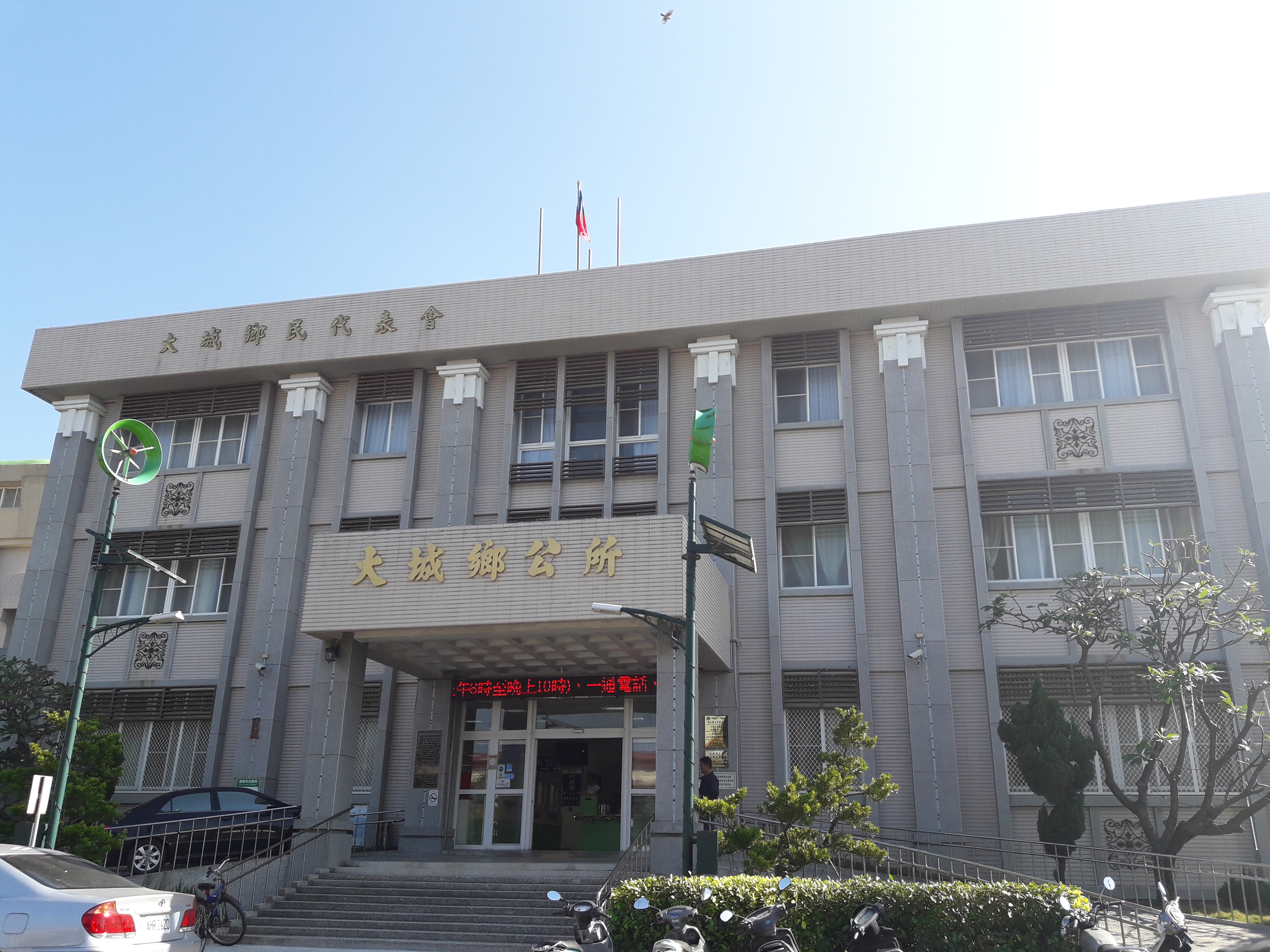
大城鄉公所與大城鄉民代表會

大城鄉公所是大城鄉最高層級的地方行政機關，在中華民國政府架構中為鄉自治的行政機關，同時負責執行縣政府及中央機關委辦事項，大城鄉的自治監督機關為彰化縣政府。鄉長由全體鄉民直接選舉產生，任期為四年，可連選連任一次。大城鄉公所並置鄉政會議，為鄉政最高決策機構，在鄉長之下，設有5課4室等9個內部單位及2個附屬機關。
大城鄉民代表會是大城鄉的最高民意機關，代表大城鄉全體鄉民立法和監察鄉政。鄉民代表由公民直選選出，任期為四年，可連選連任。大城鄉民代表會共有11位鄉民代表，分別為第一選區2席鄉民代表、第二選區4席鄉民代表、第三選區2席鄉民代表、第四選區3席鄉民代表，主席、副主席由11位鄉民代表互選產生。

### 行政區
大城鄉共轄15個村，其行政區域分布情形為：
| 次分區 | 村名   | 村名   | 村名   | 村名   | 村名   | 村名   | 村名   | 村名   |
| ------ | ------ | ------ | ------ | ------ | ------ | ------ | ------ | ------ |
| 大城區 | 上山村 | 潭墘村 | 東城村 | 大城村 | 西城村 | 菜寮村 | 山腳村 | 永和村 |
| 西港區 | 臺西村 | 頂村   | 公舘村 | 東港村 | 西港村 | 豐美村 | 三豐村 |        |

## 教育

### 國民中學
- 彰化縣立大城國民中學

### 國民小學
- 彰化縣大城鄉大城國民小學(1915)：彰化縣大城鄉大城村中平路176號
- 彰化縣大城鄉西港國民小學(1930)：彰化縣大城鄉東港村中央路2號
- 彰化縣大城鄉美豐國民小學(1952)：彰化縣大城鄉三豐村東盛路1號
- 彰化縣大城鄉潭墘國民小學(1947-2023)：彰化縣大城鄉潭墘村潭城路1號2023年8月1日廢校
- 彰化縣大城鄉頂庄國民小學(1960-2021)：彰化縣大城鄉頂庄村東厝路63-1號2021年8月1日廢校
- 彰化縣大城鄉永光國民小學(1970-2020)：彰化縣大城鄉公館村青埔路7-8號2020年8月1日廢校

## 交通

### 公路
- 台17線（西部濱海公路）：芳苑鄉－大城鄉－雲林縣麥寮鄉。
- 台61線（西部濱海快速公路）：芳苑鄉－大城鄉－雲林縣麥寮鄉。
  - 208 大城大城交流道：連接台17線及縣道152號。
- 縣道143號：二林鎮－大城鄉－大城鄉下山腳23.5K（終點）。
- 縣道152號：大城鄉西港0.0k（起點）－大城鄉－竹塘鄉。

### 大眾運輸
| 路線編號 | 營運區間             | 備註                 |
| -------- | -------------------- | -------------------- |
| 6712     | 二林─西港            |                      |
| 6712A    | 二林─西港            | 經頂庄、公館、台西村 |
| 6714     | 彰化─西港            | 經彰化市區           |
| 6737     | 台中─西港            |                      |
| 9019     | 台中朝馬－二林－麥寮 |                      |

## 休閒遊憩
- 興山公園：位於山腳村萬安宮處鄰濁水溪畔。園內樹林環繞，隆重莊嚴的萬安宮亦位於園中。兩側鐘鼓樓閣及拱橋上可供眺望公園全景及濁水溪風光。
- 西港、公館沙崙鷺鷥區：西港沙崙位於西港村近魚寮溪出海口處。公館沙崙位於公館村永安宮旁。西港、公館沙崙林木茂密，緊臨臺灣海峽，附近多種鳥類棲息。彰化縣政府特規劃為自然生態保護區，鳥類生態豐富[10]。

## 特產
- 地瓜
- 芋心蕃薯
- 花生
- 黃金蜆

## 危險水域
縣府公告三豐安檢所出海口南
北各 200 公尺海域、大城鄉頂庄安檢所以北 200 公尺至頂庄堤岸以南 200 公尺海域與大城鄉台西村堤岸出入口南北各 200 公尺海域，即大城鄉沿岸均為危險水域，遊人應禁止戲水。

## 外部連結
- 大城鄉公所
- 大城鄉公所的Facebook專頁